# Mus musculus

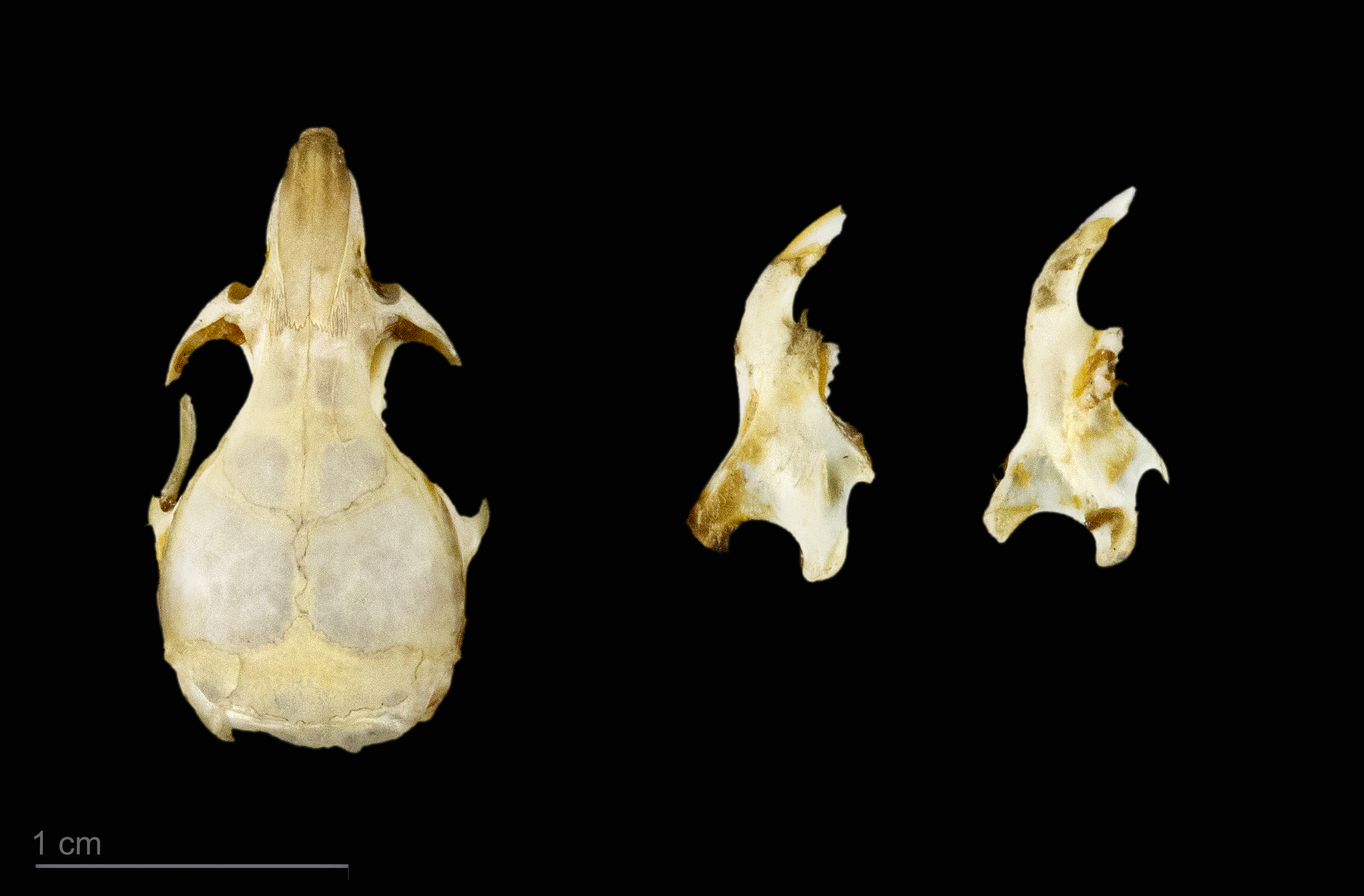
crânio de Mus musculus - MHNT

O camundongo (português brasileiro) ou rato-doméstico (português europeu) ou ainda murganho (Mus musculus) ou catita é uma espécie de pequeno roedor da família dos murídeos, encontrado originalmente na Europa e Ásia, e atualmente distribuído por todo o mundo, geralmente associado a habitações humanas. Tem cerca de 8 cm de comprimento, pelagem macia, branca ou cinza-acastanhada, mais clara nas partes inferiores, orelhas grandes e arredondadas e cauda nua e longa.
No Brasil, há uma diversidade de nomes populares para a espécie, tais como calunga, calungo, camondongo, mondongo, dongo, catita, catito, mure, murganho, ratinho e topolino. O nome rato, também usado, é desaconselhável por confusão com o Rattus rattus e o Rattus norvegicus, comumente chamados de ratos na literatura e na mídia. Em Portugal, onde é frequente a subespécie M. musculus brevirostris, é conhecido como rato-caseiro ou rato-doméstico.
Uma grande quantidade de informações sobre a anatomia, fisiologia, comportamento e doenças está disponível devido à sua popularidade como animal de laboratório. Durante o século XIX o camundongo se transformou em um instrumento de laboratório e no século XX se tornou num importante modelo experimental para os estudos da genética, sendo o animal mais utilizado como cobaia em laboratórios de biologia como um modelo aproximado do organismo humano, além de ter uma gestação curta que contribui para as mudanças genéticas. Esta popularidade se dá porque em muitos aspectos assemelha-se ao humano, sendo fundamental o imunológico, o que o faz a melhor escolha para cobaia de laboratório.
O camundongo se caracteriza por ser uma espécie cosmopolita adaptada a uma grande variedade de condições ambientais. É um animal de hábitos noturnos que se acomoda em qualquer local de tamanho apropriado às suas necessidades. O olfato é altamente desenvolvido, sendo utilizado não somente para detectar alimento e predadores mas também para determinar vários sinais de comportamento. A visão é pobre: não distingue cores, uma vez que sua retina apresenta poucos cones.
Apresenta corpo fusiforme e sua cauda pode atingir comprimento maior do que o corpo.
Não possui glândulas sudoríparas, e possui cinco dedos tanto nas patas posteriores quanto nas anteriores. Possui também audição aguda, respondendo a uma grande variação de frequências.

## Classificação
Essa espécie é membro da classe Mammalia, ordem Rodentia, família Muridae, gênero Mus, espécie Mus musculus. Essa classificação é a mais aceita; todavia, há controvérsias sobre espécies e subespécies criadas em laboratórios devido à presença de cruzamentos especiais, nos quais os animais apresentam alguns genes ou, até mesmo, cromossomos de espécies diferentes. Como exemplo, tem-se a linhagem C57BL/6, na qual 6,5% do genoma são originários de Mus spretus (dongo-da-argélia), e não de Mus musculus.

## Histórico em Pesquisas Científicas
O camundongo é o animal mais popular nas experiências científicas em laboratório. Essa prevalência do camundongo sobre os outros animais se dá pelo fato de o organismo do camundongo ter um modelo que se aproxima muito do organismo humano, observadas as devidas proporções, além de ser facilmente domesticado e de fácil manutenção. Além disso tem uma gestação bastante curta, fator que contribui ainda mais para as mudanças genéticas que interessam aos estudos. Foi no século XIX que o camundongo passou a ser utilizado como cobaia nos laboratórios para os estudos científicos, especialmente quando surgiu a genética, um novo ramo da ciência, tornando-se rapidamente o animal mais utilizado nas experiências científicas.
As experiências com camundongos nas pesquisas científicas são fundamentais no desenvolvimento da tecnologia e da ciência, contribuindo ao longo do tempo para a descoberta de diversas medidas profiláticas e também para o tratamento de patologias que acometem o ser humano. Os camundongos são utilizados intensamente e seu organismo e metabolismo são profundamente conhecidos cientificamente.
Os estudos utilizando os camundongos como cobaias trouxeram várias contribuições para a medicina: através destes estudos foi descoberta a insulina, foram produzidos soros, além de vacinas contra muitas doenças. Foram as pesquisas com os animais que permitiram também a descoberta do uso terapêutico dos antibióticos, assim como o tratamento para diversas patologias, evitando epidemias e epizootias. A técnica de transplantes de órgãos, a utilização de anestésicos e antidepressivos foram testados primeiramente nos camundongos, para somente depois poderem ser usados com segurança nos humanos. Em 1909, Clarence Cook Little iniciou a produção de linhagem geneticamente pura a partir de um casal portador de mutações recessivas para genes responsáveis pela herança da cor da pelagem. Através de acasalamentos entre irmãos por 20 gerações consecutivas, foi obtida a primeira linhagem consanguínea (inbred), que foi chamada de dba (atualmente DBA).
No período de 1950 a 1960 foram realizadas pesquisas com ratos e camundongos e, através deste experimento, foi descoberto o DNA. No período de 1960 a 1970, utilizando-se destes mesmos animais, foram desenvolvidos fármacos antidepressivos e Interpretado, também, o código genético e seu papel na síntese de proteínas. Posteriormente, entre as décadas de 1980 e 1990, os camundongos e outros animais foram empregados em outra pesquisa, a partir da qual houve o desenvolvimento de anticorpos monoclonais e o incremento da terapia genética. 

## Reprodução

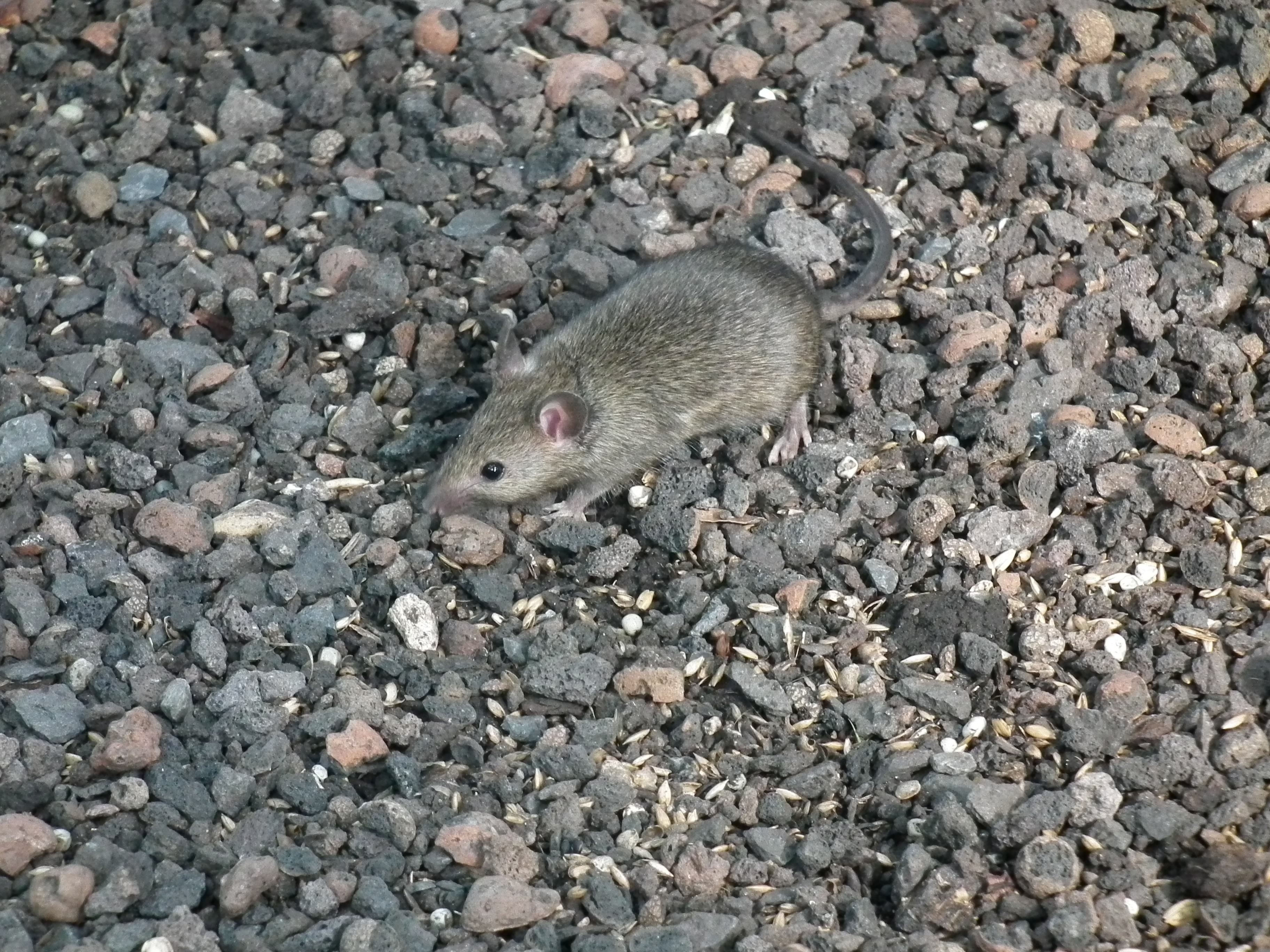
Camundongo (Mus musculus)

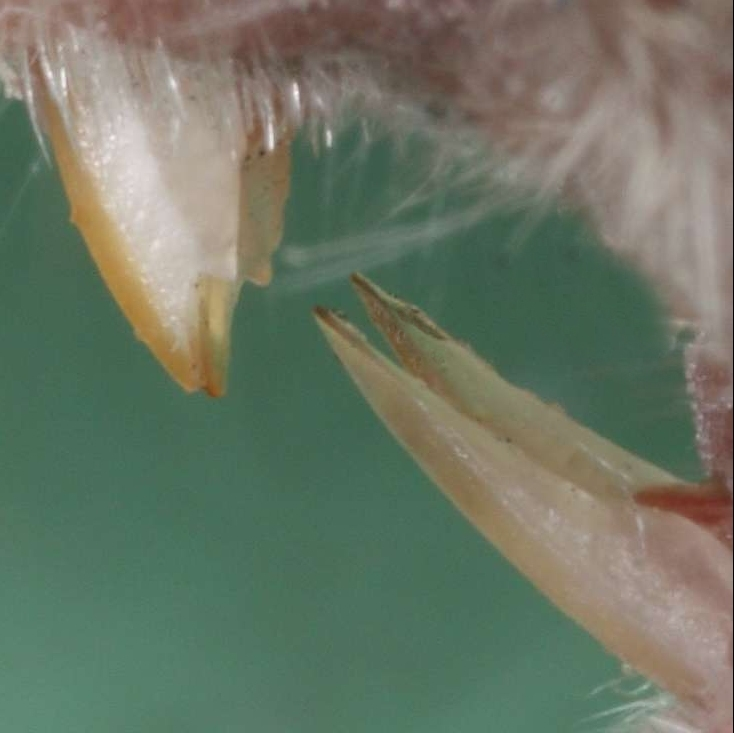
O entalhe nos dentes frontais superiores de um deles.

O camundongo torna-se apto à reprodução aos 60 dias de idade, sendo que os efeitos hormonais iniciais já estão presentes em ambos os sexos ao redor dos 30 dias de idade, evidenciando-se através da abertura da vagina nas fêmeas e pela descida e aumento dos testículos nos machos.
O ciclo estral completo dura cerca de 4-5 dias, ou seja, a cada 5 dias ocorre ovulação. Quando agrupadas, porém, as fêmeas podem permanecer em anestro continuamente até que sejam expostas a um macho. A partir desse momento o estro retorna no prazo de até 72 horas. A presença de líquido seminal na vagina indica a ocorrência da cópula. Esse líquido é bem aparente, mas desaparece em 24 horas.
O período de gestação é de 19-21 dias, exceto para fêmeas que estejam amamentando, quando a gestação pode se prolongar por 6 a 16 dias.
Ao nascer, os camundongos pesam em torno de 1,5 g e seu sistema imunológico e celebral não é competente. Carecem totalmente de pelos, exceto bigodes. Com uma semana de vida já apresentam pelos curtos e bastante finos. Os olhos se abrem aos 9-10 dias e os dentes aparecem nessa mesma época. A alimentação sólida se inicia logo após o desmame, entre 19 e 21 dias de idade.

## Comportamento
O comportamento social depende da densidade populacional, sendo que esses animais podem viver bem adaptados tanto solitariamente quanto em grandes colônias, com padrões de hierarquia muito bem estabelecidos. Camundongos têm medo de ratazanas, porque muitas vezes eles são mortos e comidos por estas. Apesar disso, eles ainda convivem nas florestas da Nova Zelândia e da América do Norte.

## Zoonoses
Principais zoonoses transmitidas pelo camundongo são: coriomeningite linfocítica, micoplasmose, pasteurelose, raiva, salmonelose e a leptospirose.

## O camundongo na cultura popular
O Mus musculus foi imortalizado por Walt Disney em seu personagem Mickey Mouse (também conhecido como Rato Mickey) criado em 18 de Novembro de 1928.